# Pyrrhulina brevis
Pyrrhulina brevis es una especie de peces de la familia Lebiasinidae en el orden de los Characiformes.

## Morfología
Los machos pueden llegar alcanzar los 7 cm de longitud total.

## Hábitat
Es un pez de agua dulce y de  clima tropical (24 °C-28 °C).

## Distribución geográfica
Se encuentran en Sudamérica:  cuenca del río Amazonas.